# Army of Anyone (album)
Army of Anyone è il primo ed eponimo album in studio del supergruppo musicale statunitense Army of Anyone, pubblicato nel 2006.

## Tracce
1. It Doesn't Seem to Matter – 3:51
2. Goodbye – 4:31
3. Generation – 3:30
4. A Better Place – 4:58
5. Non Stop – 3:58
6. Disappear – 4:07
7. Stop Look and Listen – 3:51
8. Ain't Enough – 3:44
9. Father Figure – 4:04
10. Leave It – 4:27
11. This Wasn't Supposed to Happen – 5:22

## Formazione
- Richard Patrick – voce
- Dean DeLeo – chitarre
- Robert DeLeo – basso, cori
- Ray Luzier – batteria